# Parafia Matki Boskiej Szkaplerznej w Dąbrowie Górniczej
Parafia pw. Matki Boskiej Szkaplerznej w Dąbrowie Górniczej-Strzemieszycach Małych – rzymskokatolicka parafia, położona w dekanacie dąbrowskim – Najświętszego Serca Pana Jezusa, diecezji sosnowieckiej, metropolii częstochowskiej w Polsce. Akt erekcyjny parafii wystawiony został przez biskupa częstochowskiego Zdzisława Golińskiego 7 maja 1957.
Do 1957 obszar parafii przynależał do parafii Najświętszego Serca Pana Jezusa w Strzemieszycach Wielkich. Pierwsza Komunia Święta odbyła się po raz pierwszy w 1962. Do czasu wybudowania obecnego kościoła parafialnego w 1968, funkcję kaplicy parafialnej pełniła kaplica Matki Boskiej Szkaplerznej. Istniejący kościół parafialny wybudowano z inicjatywy ks. Fortunata Nowaka, według projektu Wacława Moskalika. Konsekracji dokonał biskup pomocniczy diecezji częstochowskiej Franciszek Musiel 21 lipca 1968. Siedziba parafii znajduje się przy ulicy Głównej 2. Parafia obejmuje teren dzielnicy Dąbrowy Górniczej Strzemieszyce Małe. Nie posiada ona własnego cmentarza i korzysta z cmentarza w Strzemieszycach Wielkich.
Odpust parafialny - 16 lipca, w święto Najświętszej Maryi Panny z Góry Karmel.
Do parafii należą wierni z Dąbrowy Górniczej będący mieszkańcami ulic: Główna, Kawa, Zakawie i Kazdębie. W 2003 r. liczba wiernych w parafii wynosiła nieco ponad 1000 osób.
| Lp. | Imię i nazwisko        | Lata urzędowania                 |
| --- | ---------------------- | -------------------------------- |
| 1.  | ks. Stanisław Bigaj    | 1957-1958                        |
| 2.  | ks. Henryk Danielewski | 1959                             |
| 3.  | ks. Andrzej Zachuta    | 1959-1961                        |
| 4.  | ks. Fortunat Nowak     | 1961-1975                        |
| 5.  | ks. Henryk Radecki     | 1975-1981                        |
| 6.  | ks. Tadeusz Stokowski  | 1981-1987                        |
| 7.  | ks. Edward Płatek      | 1987-1992                        |
| 8.  | ks. Ludwik Krzysik     | 1992-1994                        |
| 9.  | ks. Piotr Tyszko       | 1994-1995                        |
| 10. | ks. Andrzej Nikiel     | 1995-2009                        |
| 11. | ks. Grzegorz Gołuszka  | od 2009 do 2015                  |
| 12. | ks. Robert Żwirek      | od czerwca 2015 do sierpnia 2015 |
| 13. | ks. Tadeusz Sulej      | od 2015                          |

## Galeria obrazów

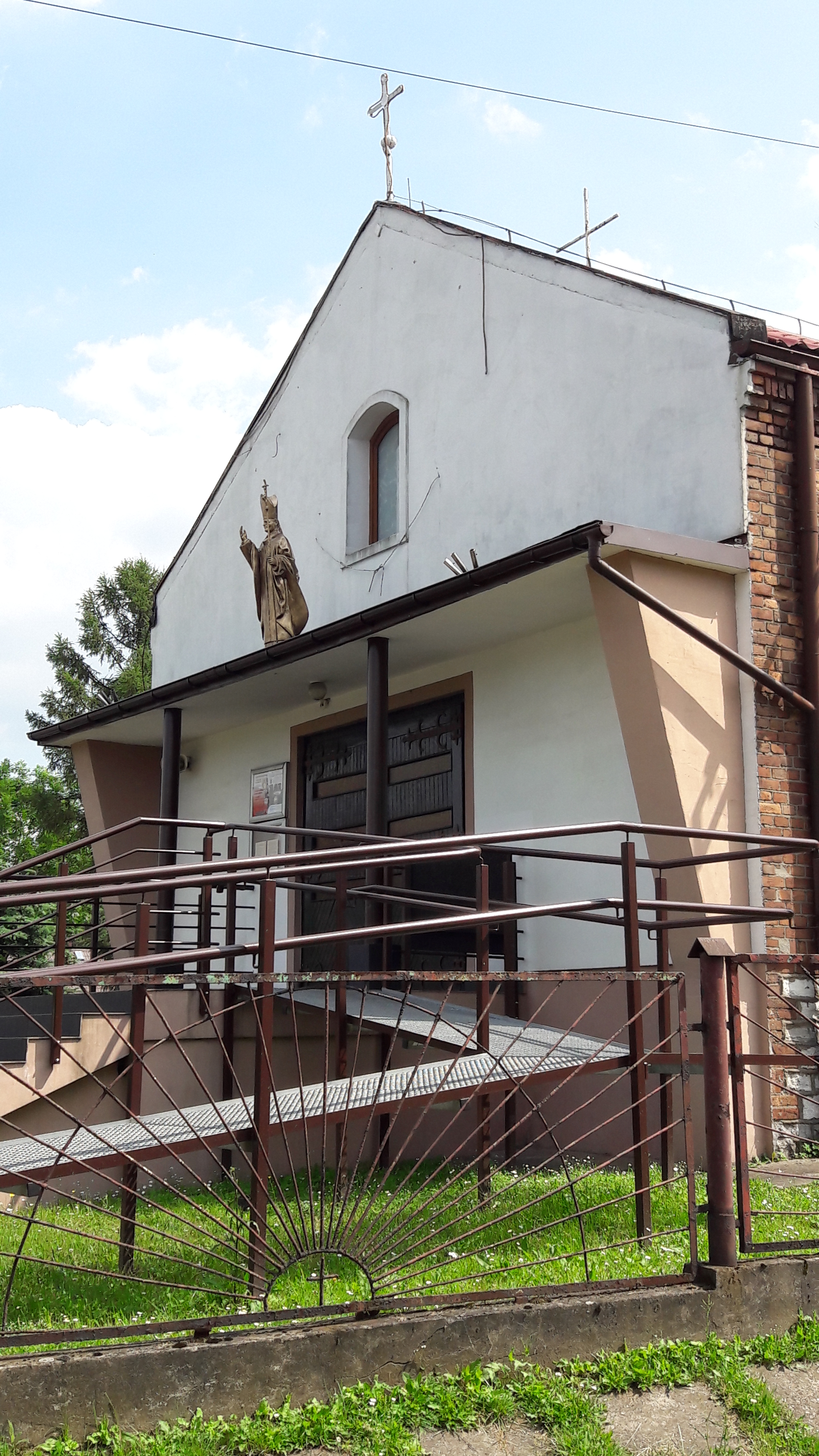
Kościół parafialny
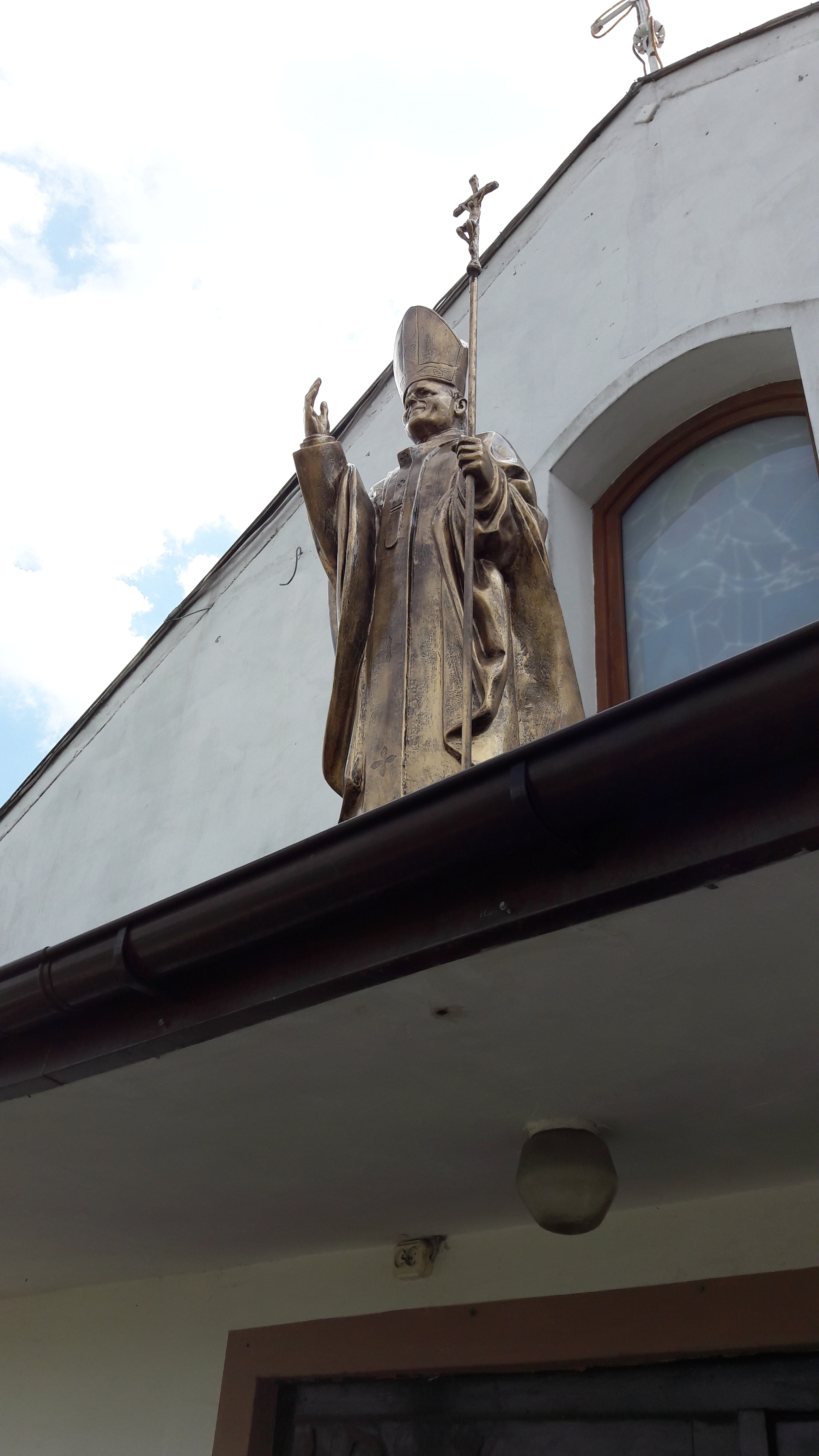
Figura św. Jana Pawła II nad wejściem do kościoła
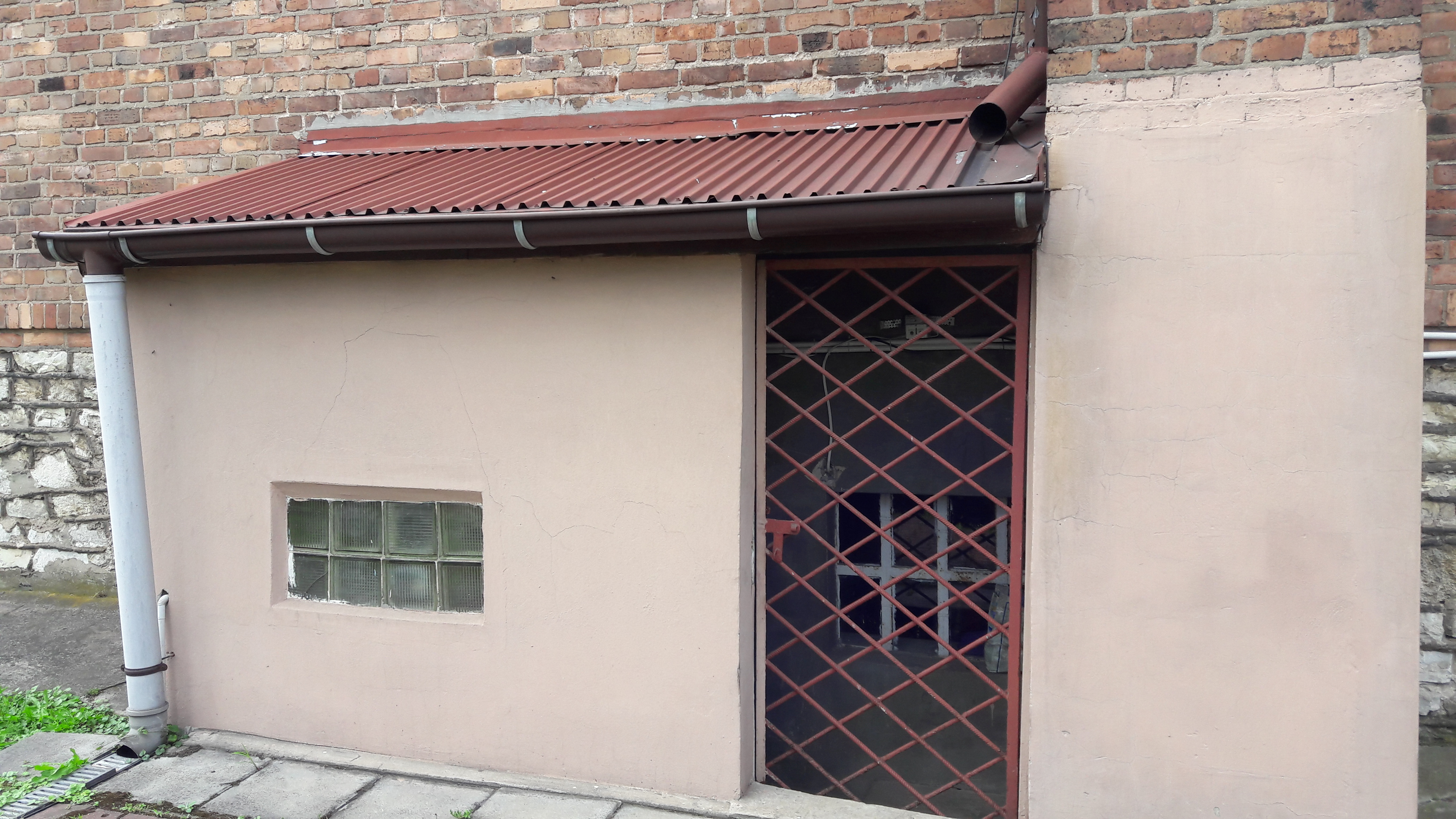
Wejście do zakrystii
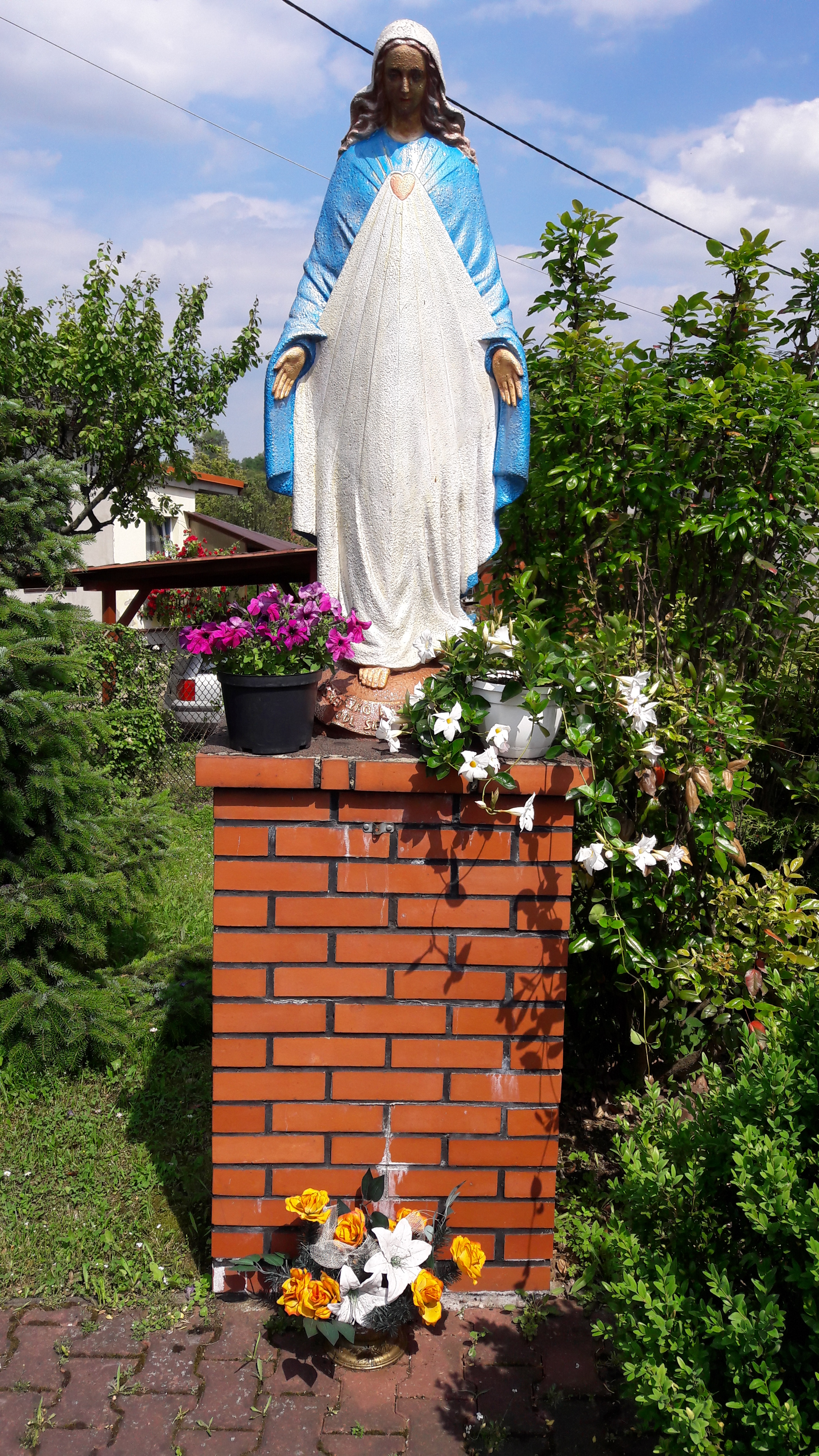
Figura Matki Bożej Pośredniczki Wszelkich Łask
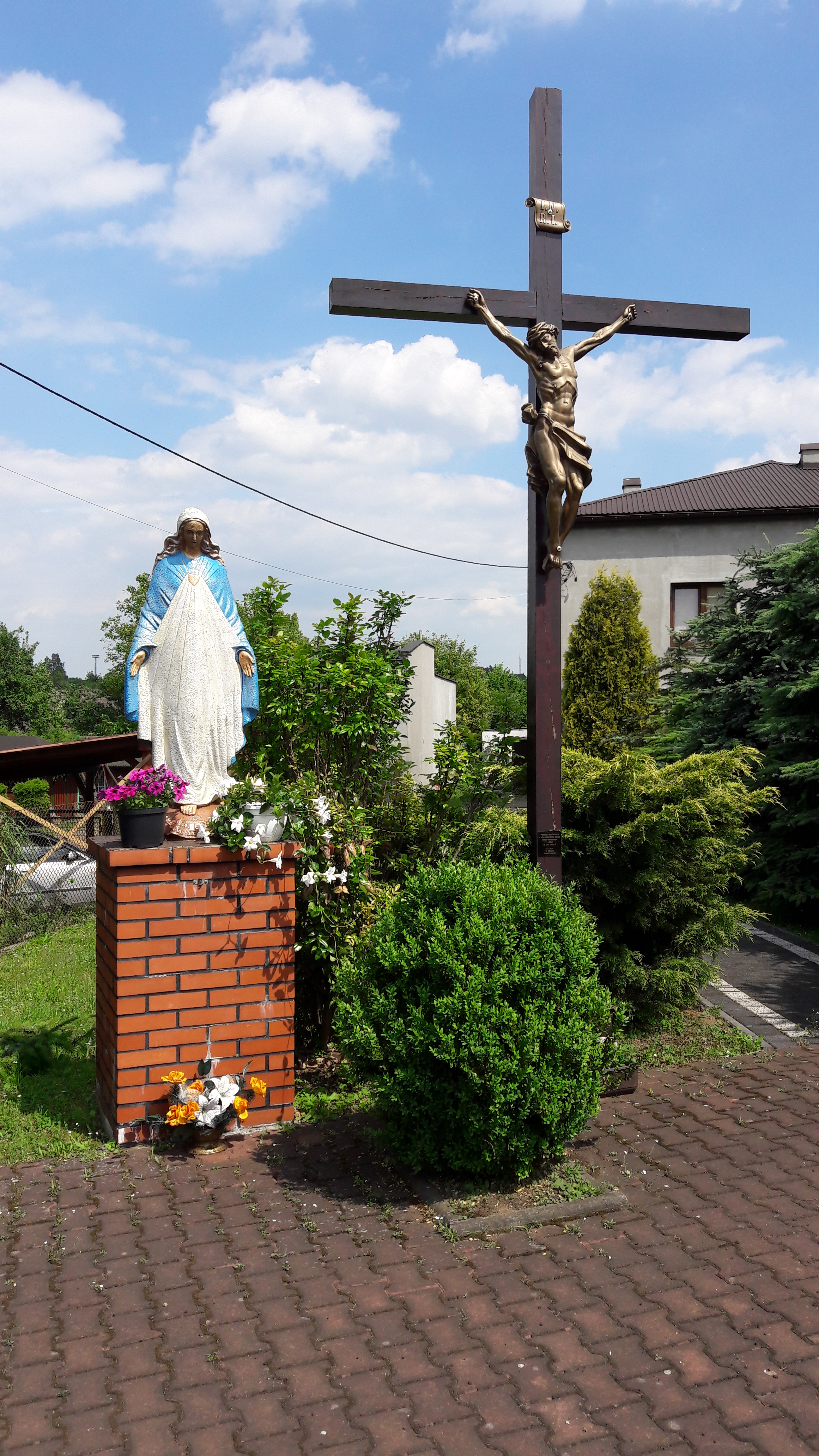
Figura i krzyż przed kościołem
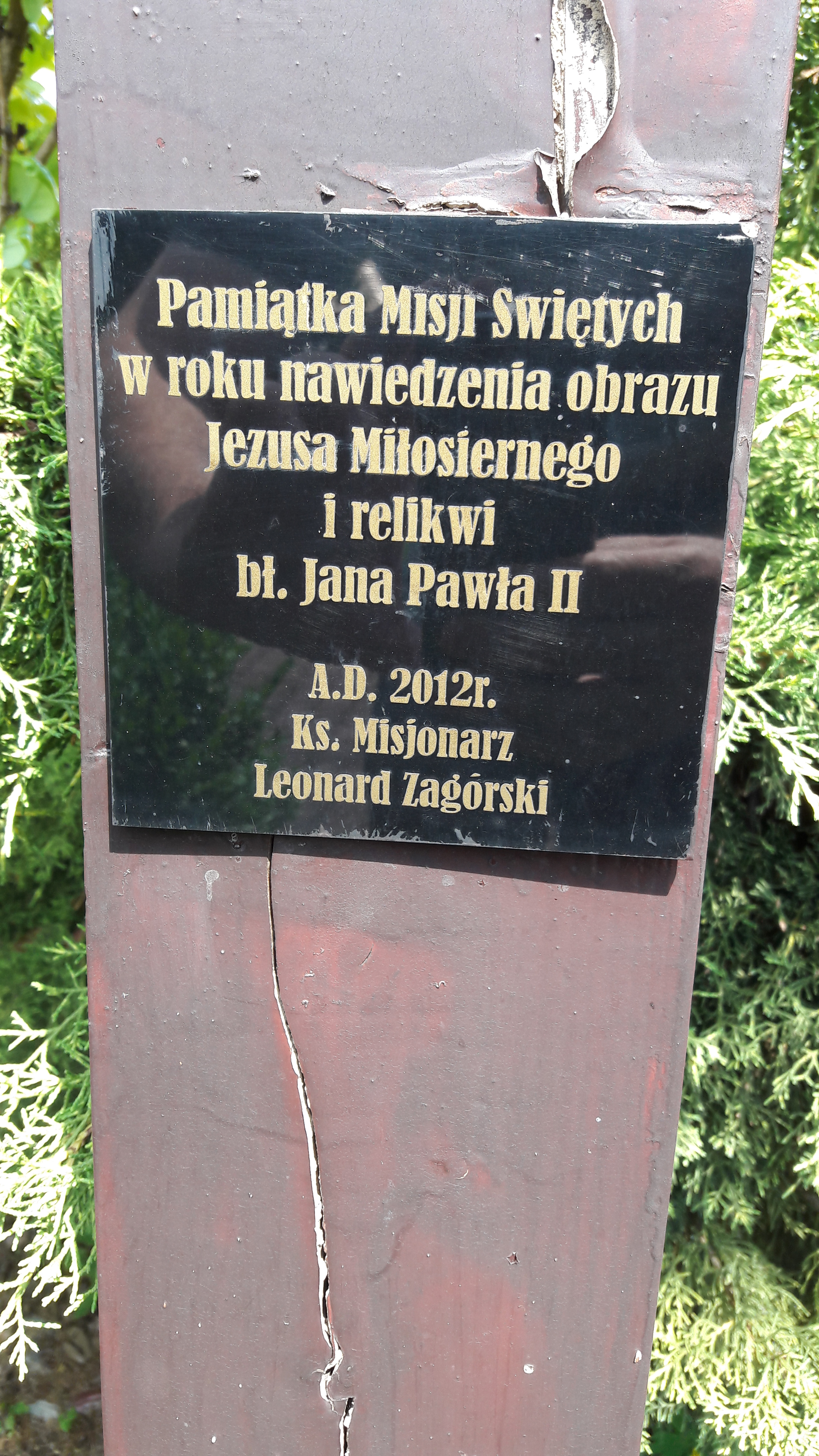
Napis na krzyżu
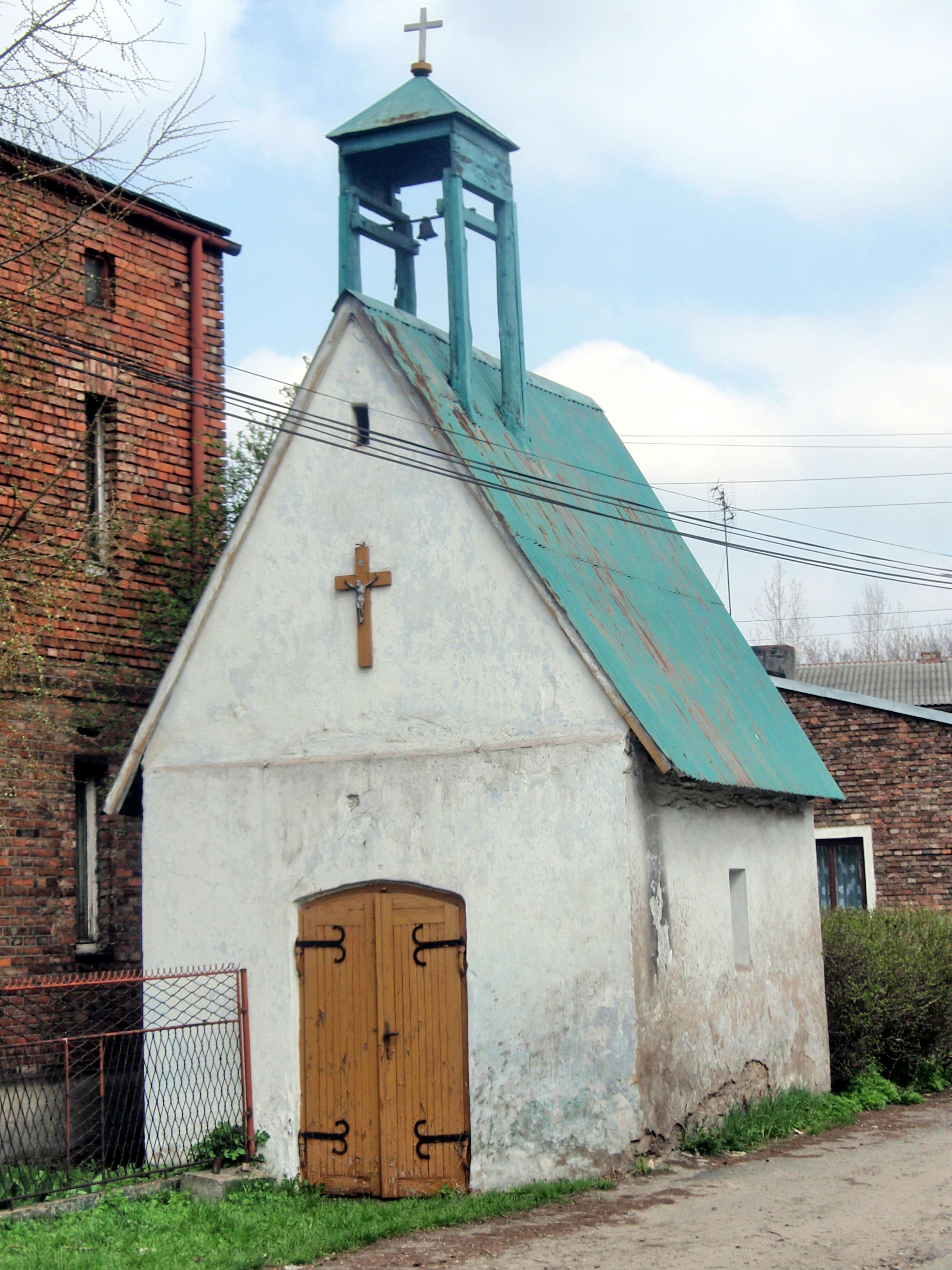
Kaplica parafialna przy ul. Głównej